# Gibralfaro
Gibralfaro (del árabe, gíbal al-faruh (del lat: pharo) -> giblafaruh,  'monte del faro') es un monte de 130 metros de altitud, situado en la ciudad de española de Málaga, en torno al cual los fenicios fundaron la ciudad de Malaka. 

## Marco histórico y geológico
Gibralfaro, en la parte central frente a la ensenada de Málaga, forma parte de las estribaciones meridionales de los Montes de Málaga, cadena montañosa de la cordillera Penibética formada por materiales del complejo maláguide. El monte se encuentra cubierto por un espeso bosque de pinos y eucaliptos. Corona su cima el Castillo o Alcázar de Gibralfaro y en su falda se ubican otros monumentos o edificios históricos, como la Alcazaba, el Teatro Romano, el Seminario y los jardines de Puerta Oscura.
El monte aparece representado en los escudos y banderas tanto de la ciudad como de la provincia de Málaga.
El Ayuntamiento de Málaga creará en Gibralfaro un parque infantil (incluyendo tirolina y muro de escalada), mejora de senderos y un mirador cara al mar para acercar el espacio natural a la ciudadanía y su disfrute.